# Zagrody (Gorzyce)
Zagrody – część wsi Gorzyce w Polsce, położona w województwie małopolskim, w powiecie tarnowskim, w gminie Żabno. 
W latach 1975–1998 Zagrody administracyjnie należały do województwa tarnowskiego.